# Roger Godement
Roger Godement (Le Havre, 1º ottobre 1921 – Villejuif, 21 luglio 2016) è stato un matematico francese, conosciuto per i suoi lavori in analisi funzionale.

## Biografia
Allievo di Henri Cartan, ha insegnato alla Faculté des sciences de Paris e dopo il 1970 è stato uno dei fondatori del Dipartimento di Matematica dell'Università di Parigi-Diderot. È stato un membro del gruppo Nicolas Bourbaki.
Godement è morto il 21 luglio 2016.